# 井戸駅

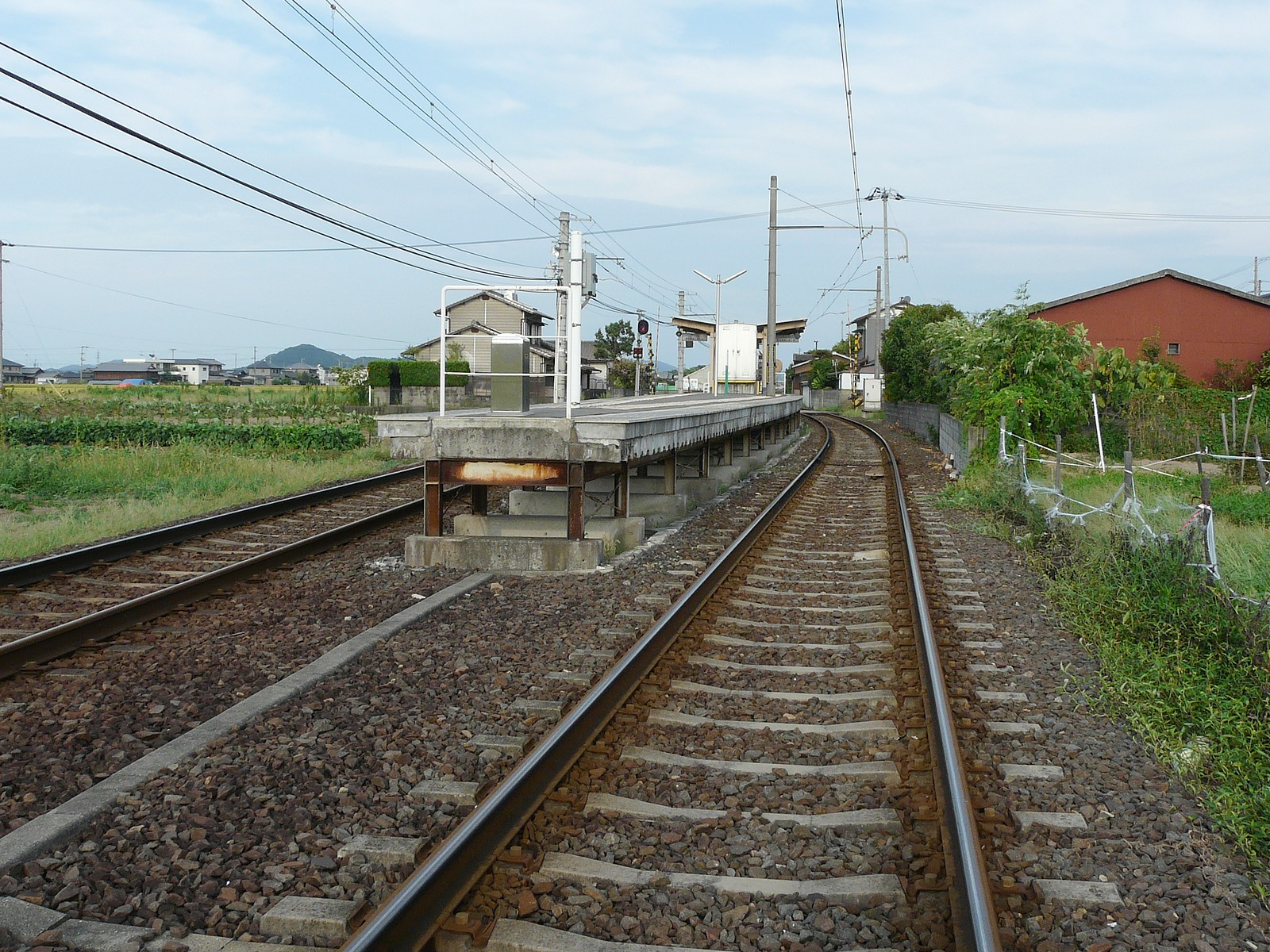
ホーム　白山方より

井戸駅（いどえき）は、香川県木田郡三木町大字井戸にある、高松琴平電気鉄道長尾線の駅である。駅番号はN15。

## 駅構造
島式ホーム1面2線の地上駅。無人駅である。
かつては相対式2面2線と単式単線の時期があった。
のりば
| 乗り場 | 路線    | 方向 | 行先                     |
| ------ | ------- | ---- | ------------------------ |
| 1      | ■長尾線 | 上り | 高田・瓦町・高松築港方面 |
| 2      | ■長尾線 | 下り | 長尾行き                 |

## 利用状況
1日の平均乗降人員は以下の通りである。
| 1日乗降人員推移 | 1日乗降人員推移 |
| 年度            | 1日平均人数     |
| --------------- | --------------- |
| 2011年          | 71              |
| 2012年          | 77              |
| 2013年          | 76              |
| 2014年          | 67              |
| 2015年          | 73              |
| 2016年          | 72              |
| 2017年          | 69              |
| 2018年          | 61              |

## 駅周辺
- 眞行寺
- あおば幼稚園
- 井戸バス停

## 歴史
- 1947年7月25日 - 真行寺駅（しんぎょうじえき）として開業[2]。
- 1951年3月1日 - 井戸駅に名称を変更[3]。
- 1996年8月25日 - 交換可能駅となる。

## 備考
- 2007年10月から掲示されている百十四銀行の「あなたの始まりを、応援させてください」ポスターに当駅が登場している。
- 1991年までは一部の列車が当駅を通過していた。

## 隣の駅
高松琴平電気鉄道
■長尾線
白山駅（N14） - 井戸駅（N15） - 公文明駅（N16）